# George Willem van Schaumburg-Lippe (1784-1860)
George Willem (Bückeburg, 20 december 1784 – aldaar, 21 november 1860) was van 1787 tot 1807 graaf en daarna tot 1860 vorst van Schaumburg-Lippe. Hij was de zoon van graaf Filips II Ernst en diens tweede echtgenote Juliana van Hessen-Philiptsthal.
Hij besteeg de grafelijke troon reeds in 1787 toen zijn vader stierf. Terwijl zijn moeder en veldmaarschalk Johann Ludwig von Wallmoden-Gimborn als regenten het land bestuurden werd hij opgevoed te Schnepfenthal en na de dood van zijn moeder onder Wallmodens toezicht te Hannover. Hij studeerde sinds 1802 te Leipzig en maakte daarna reizen naar Zwitserland en Italië. Na de Slag bij Jena (1806) keerde hij terug naar Schaumburg-Lippe, alwaar hij op 18 april 1807 de regering overnam.
Hij trad in datzelfde jaar te Warschau toe tot de Rijnbond en ontving hiervoor de titel van vorst. Hij schafte zonder schadeloosstelling de lijfeigenschap af en introduceerde op 15 januari 1816 een beperkte constitutie. Datzelfde jaar trad hij in het huwelijk met Ida van Waldeck-Pyrmont, dochter van George I van Waldeck-Pyrmont. In het revolutiejaar 1848 gaf hij toe aan enkele liberale eisen, maar wijzigde in 1849 zijn koers in reactionaire zin door de nieuwe grondwet af te schaffen zonder daarbij de oude te herstellen. Op 1 januari 1854 trad hij toe tot de Zollverein. Hij stierf op 21 november 1860 en werd opgevolgd door zijn zoon Adolf I George.
In 1849 vochten zijn soldaten in de Eerste Duits-Deense Oorlog. George Willem stelde de Medaille voor Militaire Verdienste voor hen in.

## Huwelijk en kinderen
George Willem huwde op 23 juni 1823 te Arolsen met Ida van Waldeck-Pyrmont (1796-1869), zij kregen negen kinderen:
- Adolf George (1817–1893), huwde in 1844 met prinses Hermine van Waldeck-Pyrmont (1827–1910)
- Mathilde Auguste (1818–1891) huwde in 1843 met hertog Eugenius Willem van Württemberg (1820–1875)
- Adelheid Christine (1821–1899), van 1841–1848 gehuwd met hertog Frederik II van Sleeswijk-Holstein-Sonderburg-Glücksburg
- Ernst August (1822–1831)
- Ida Marie Auguste (1824–1894)
- Emma Auguste (1827–1828)
- Willem Karel August (1834–1906), in 1862 gehuwd met prinses Bathildis Amalgunde van Anhalt-Dessau
- Hermann Otto (*/† 1839)
- Elisabeth Wilhelmina (1841–1926), van 1866–1868 gehuwd met Vorst Willem van Hanau-Hořovice (1836-1902)

Filips I · Frederik Christiaan · Albert Wolfgang · Willem · Filips II · George Willem · Adolf I · George · Adolf II